# San Marco Maserati Runabout
Pour les articles homonymes, voir San Marco et Maserati (homonymie).
 (août 2022).
Le San Marco-Maserati racing boat est un bateau de plaisance runabout italien de 1963, propulsé par un moteur V6 ou moteur V8 de Maserati Mistral.

## Histoire
Le champion vénitien de motonautisme Oscar Scarpa fonde son industrie de bateau de plaisance runabout de luxe San Marco (Cantieri Navali San Marco Milano) dans les années 1950, sur le lac de Côme, pour rivaliser avec les marques de prestige de l'époque Riva, Chris-Craft, Hacker-Craft, ou Tullio Abbate, en fabriquant des bateaux runabout avec des coques en acajou verni, motorisés par des moteurs de voitures de sport de prestige Ferrari, Maserati, Alfa Romeo, Lancia, Abarth, Ford, Chevrolet, Cadillac, ou Evinrude,,,,...

Musée Enzo-Ferrari de Modène
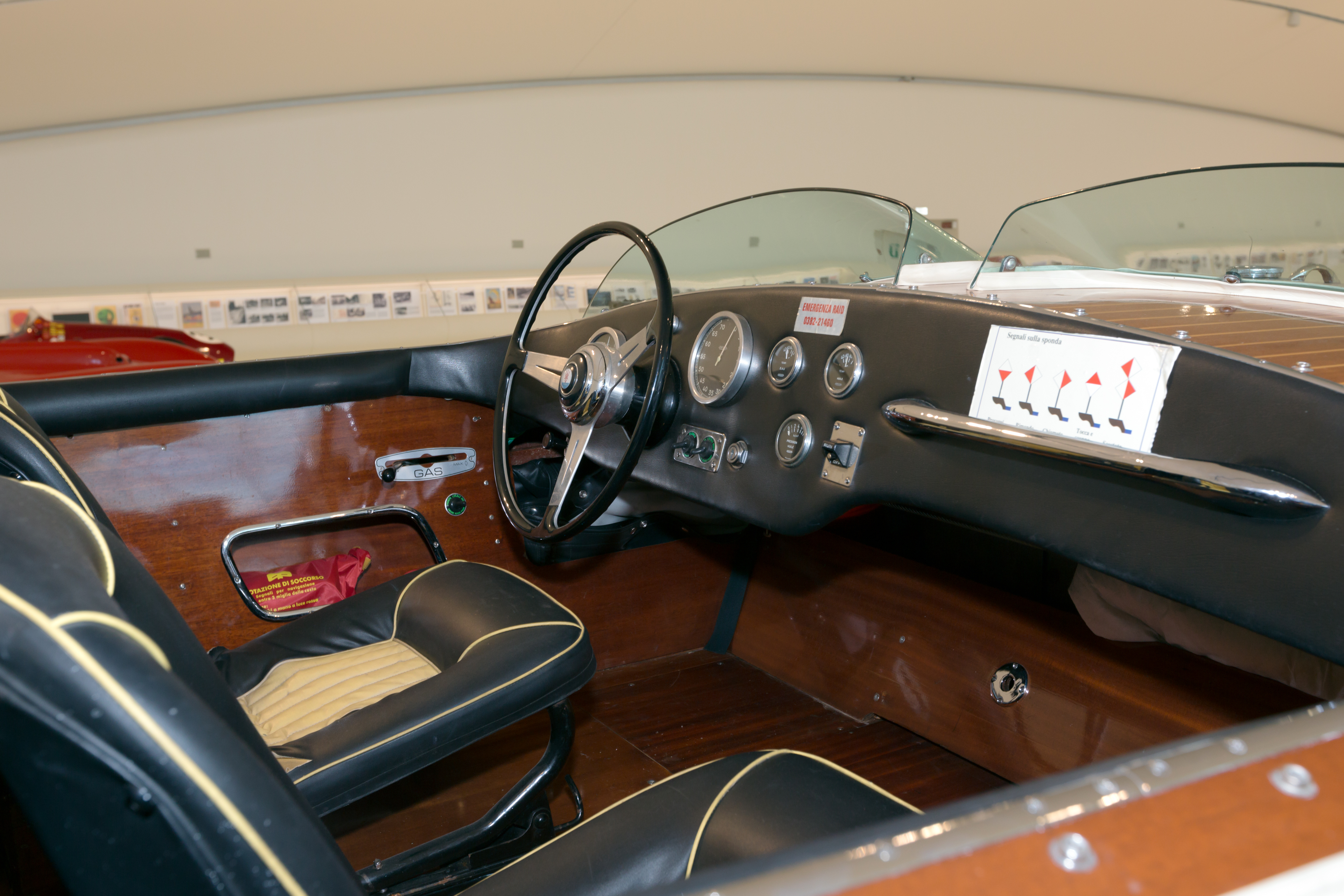
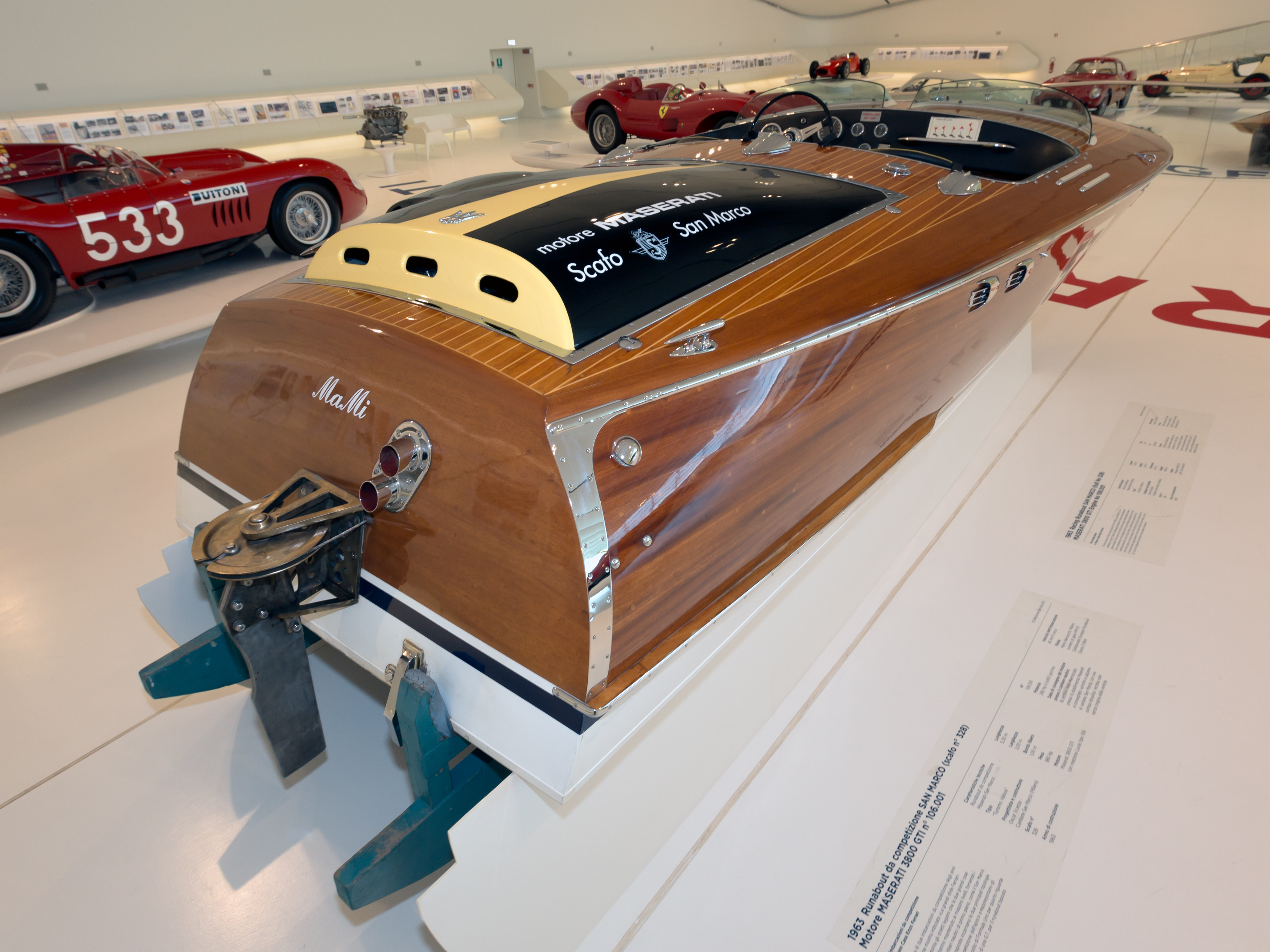

Ce modèle est propulsé par un moteur V6 ou moteur V8 de Maserati Mistral, pour une vitesse de pointe de près de 75 km/h.

## Autres modèles San Marco
- 1957 : San Marco Ferrari KD800.